# François Bazin
François Bazin (Marseille, 1816. szeptember 4. – Párizs, 1878. június 2.) francia zeneszerző.

## Élete
Marseille-ben született. A párizsi konzervatóriumon folytatott tanulmányokat, majd 1840-ben a Luyse de Montfort című zeneszerzeményével a római ösztöndíjat nyerte el: Olaszországba ment, ahol három évig tanult. Visszatérése után kinevezték a konzervatóriumhoz eleinte a solfeggio, azután pedig az összhangzat tanárává.
Zeneművei közül jelentősebbek: Le trompette de M. le prince (1846), amelyet számos komikus opera követett; Mailtre Pathelin (1856) és Le voyage en Chine (1865). Utóbbit Budapesten is előadták. Tankönyvének címe Cours d'harmonie théoretique et pratique. 1871-ben Bazint a zeneszerzés tanárává választották. A szépművészetek akadémiája is tagjává választotta Carafa helyébe.
1878-ban hunyt el 61 éves korában.